# Jan Józef Charzewski
Jan Józef Charzewski herbu Szreniawa – wicemarszałek Trybunału Głównego Koronnego w 1687 roku, podkomorzy czernihowski w 1679 roku, podkomorzy nowogrodzkosiewierski w latach 1673–1679, podczaszy nowogrodzkosiewierski w latach 1671–1673.
Poseł sejmiku czernihowskiego na sejm koronacyjny 1676 roku, sejm 1678/1679 roku, poseł na sejm 1681 roku.